# Till Géza
Till Géza (Budapest, 1920. január 9. – Budapest, 2001. július 30.) operadramaturg és -rendező, szakíró. Till Ottó (1929–2011) zenetanár testvére.

## Élete
A Pázmány Péter Tudományegyetemen szerzett doktorátust. A Székesfővárosi Felsőbb Zeneiskolában Horusitzky Zoltán növendéke volt.
1942-ben szerződtette az Operaház segédrendezőnek. 1966-tól dramaturg is volt az intézménynél. Az 1972–1973-as évadtól rendezővé minősítették át. 1980 végén nyugdíjazták mindkét állásából. A Gördülő Opera égisze alatt az ország több színházában, a Soproni Ünnepi Hetek alkalmából pedig 1965-től 1973-ig évente rendezett előadásokat. 
1946-tól színpadi játékot tanított a Fővárosi Felsőbb Zeneiskolában egészen annak a Zeneakadémiába való beolvadásáig (1966). A Magyar Rádióban operákkal kapcsolatos előadásokat tartott, az 1950-es évek végétől szerkesztette a Zeneműkiadó Operaszövegkönyvek című sorozatát, számos műsorfüzetet írt az operaházi előadásokhoz. 1964-ben jelent meg először gyakorlati útmutatást is tartalmazó, Opera című kézikönyve, amely 1985-ig öt kiadást ért meg.

## Főbb rendezései
- Puccini: Pillangókisasszony
- Mozart: Szöktetés a szerájból
- Rossini: A sevillai borbély
- Kiszely Gy.: Leonardo, Egyenlőség
- Verdi: Rekviem (szcenírozott előadás)

## Művei
- Opera kézikönyv, Zeneműkiadó, Budapest, 1964
- Puccini: Bohémélet / Tosca / Pillangókisasszony; szerk. Till Géza, Németh Amadé; Zeneműkiadó Vállalat, Budapest, 1977 ISBN 963-330-198-x

- Henze: Undine, szerzők H. W. Henze, Dr. Till Géza, Állami Operaház, 1969
- Giuseppe Verdi: Falstaff (tsz. Romhányi Ágnes) Magyar Állami Operaház
- Mozart: Don Giovanni, opera két felvonásban, olasz nyelvű előadás, színházi ismertető, Erkel Színház és Magyar Állami Operaház, Budapest
- Mozart: Figaro házassága, vígopera négy felvonásba, Magyar Állami Operaház
- Donizetti: Don Pasquale, háromfelvonásos vígopera – ismertető
- Muszorgszkij: Hovanscsina, Magyar Állami Operaház, 1972
- Puccini: Pillangókisasszony, Magyar Állami Operaház, Erkel Színház, 1983. október 7-én, 14-én, 22-én és november 3-án/színházi ismertető
- Operaélet 1994. Operalife, a Budapesti Operabarátok Egyesületének lapja/III. éf. 3-4-5. sz.; 1995. IV. éf. 4. sz.; 1996. V. éf. 1. sz.
- Verdi: A trubadúr, írta Till Géza, Nagy Viktor, szerk. Töreki Attila, Csokonai Nemzeti Színház, Debrecen, 1995